# Nick Searcy

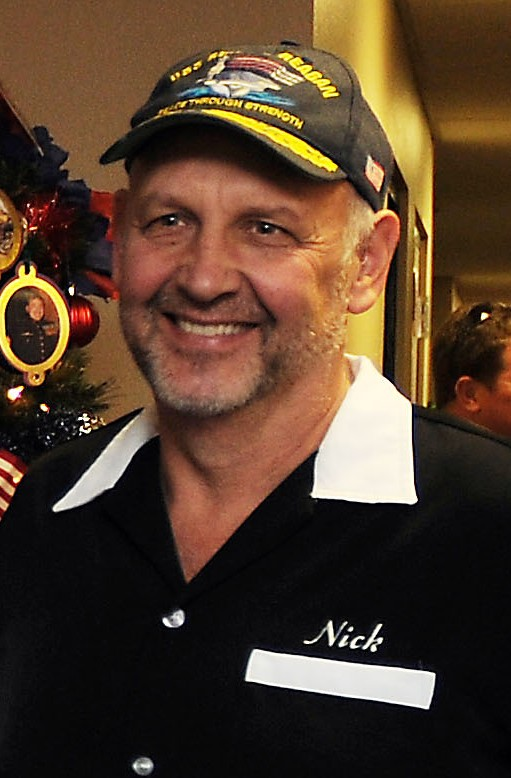
Nick Searcy (2013)

Nick Searcy (* 7. März 1959 in Cullowhee, North Carolina) ist ein US-amerikanischer Schauspieler.

## Leben und Leistungen
Searcy debütierte 1990 in dem Fernsehdrama Abgründe des Lebens. Im gleichen Jahr spielte er in dem Rennfahrerfilm Tage des Donners eine kleine Nebenrolle neben Tom Cruise und Nicole Kidman. 1994 trat er in einigen Folgen der Fernsehserie Thunder Alley neben Haley Joel Osment auf und spielte im Filmdrama Nell die Rolle des Sheriff Todd Peterson, dessen Frau Mary als Erste Nell Kellty (Jodie Foster) hilft. In Desert Winds übernahm er 1995 eine größere Rolle an der Seite von Heather Graham.
In Paradise Falls war er nicht nur als Darsteller tätig, sondern daneben auch Regisseur und Filmproduzent. Für diese Arbeit gewann er 1998 den Hollywood Discovery Award des Hollywood Film Festivals und den Southeastern Media Award des Atlanta Film Festivals. Von 1998 bis 2001 war er in der Fernsehserie Seven Days – Das Tor zur Zeit als Nathan Ramsey zu sehen. In Attentat auf Richard Nixon spielte er 2004 eine größere Rolle neben Sean Penn und Naomi Watts. Von 2010 bis 2015 spielte er in der Fernsehserie Justified eine der Hauptrollen als Chief Deputy Art Mullen. 2017 übernahm er Nebenrollen in den oscarprämierten Filmen Three Billboards Outside Ebbing, Missouri und Shape of Water – Das Flüstern des Wassers.
Searcy ist seit 1986 mit der Schauspielerin Leslie Riley verheiratet.

## Filmografie (Auswahl)
- 1990: Abgründe des Lebens (Unspeakable Acts, Fernsehfilm)
- 1990: Tage des Donners (Days of Thunder)
- 1991: Herr der Gezeiten (The Prince of Tides)
- 1991: Grüne Tomaten (Fried Green Tomatoes)
- 1993: Das Kartenhaus (House of Cards)
- 1993: Auf der Flucht (The Fugitive)
- 1993: Karen McCoy – Die Katze (The Real McCoy)
- 1994: Visitors – Besucher aus einer anderen Welt (Roswell, Fernsehfilm)
- 1994: Das Baumhaus (The War)
- 1994: Nell
- 1995: Desert Winds
- 1995: Geraubte Unschuld (Stolen Innocence, Fernsehfilm)
- 1995–1998: American Gothic – Prinz der Finsternis (American Gothic; Fernsehserie, 18 Folgen)
- 1996: Gelähmt: Eine Mutter gibt nicht auf (A Step Toward Tomorrow)
- 1997: Paradise Falls
- 1998–2001: Seven Days – Das Tor zur Zeit (Seven Days; Fernsehserie, 66 Folgen)
- 2000: Cast Away – Verschollen (Cast Away)
- 2000: Tigerland
- 2003: Head of State
- 2003: Das Urteil – Jeder ist käuflich (Runaway Jury)
- 2004: Attentat auf Richard Nixon (The Assassination of Richard Nixon)
- 2004–2008: Rodney (Fernsehserie, 44 Folgen)
- 2005: Neighborhood Watch
- 2006: Dead Girl (The Dead Girl)
- 2007: Welcome to Paradise
- 2007: An American Crime
- 2007: The Comebacks
- 2007: Criminal Minds
- 2008: Eagle Eye – Außer Kontrolle (Eagle Eye)
- 2008–2009: Easy Money (Fernsehserie, 8 Folgen)
- 2009: Die nackte Wahrheit (The Ugly Truth)
- 2010: The Mentalist (Fernsehserie, Folge 2x22)
- 2010: Mit Dir an meiner Seite (The Last Song)
- 2010–2015: Justified (Fernsehserie, 78 Folgen)
- 2011: Die Kunst zu gewinnen – Moneyball (Moneyball)
- 2012: Gone
- 2016: 11.22.63 – Der Anschlag (11.22.63; Fernseh-Miniserie, 5 Folgen)
- 2017: Three Billboards Outside Ebbing, Missouri
- 2017: Shape of Water – Das Flüstern des Wassers (The Shape of Water)
- 2019: Unbelievable (Fernsehserie, Folge 1x05)
- 2019: The Best of Enemies
- 2020: Manhunt (Fernsehserie, 5 Folgen)
- 2023: The Old Way
- 2024: Reagan
- 2024: Ein neuer Sommer (The Perfect Couple; Fernsehserie)